# سامي عبد اللطيف النصف
سامي عبد اللطيف النصف، وزير الإعلام الكويتي الأسبق، وكاتب في جريدة الأنباء الكويتية، وكابتن طيار، ورئيس مؤسسة الخطوط الجوية الكويتية من نوفمبر 2012  حتى أبريل 2016 ، وله عدة مقالات صحفية في الصحافة الكويتية. بالإضافة إلى مقالات منشورة في صحف عربية بارزة مثل الشرق الأوسط والمصري اليوم.